# کلیمکوویتسه
کلیمکوویتسه (به چکی: Klimkovice) یک شهرستان در جمهوری چک است که در Ostrava-City District واقع شده‌است. کلیمکوویتسه ۳٬۸۷۰ نفر جمعیت دارد.